# Lucid Air
Lucid Air — современный электромобиль-седан, выпускаемый компанией Lucid с 2021 года.
Изначально автомобиль назывался Atieva Atvus, но в декабре 2016 года его название сменилось на «Lucid Air».
Компоновка автомобиля — полноприводная. Модель оснащена двумя электродвигателями: впереди установлен двигатель мощностью 400 л. с., сзади — 600 л. с.
Для комбинированной мощности от 900 до 1111 л. с. Lucid договорился с Mobileye использовать свои чипы EyeQ4 и 8 камер для функций помощи водителю. Некоторые СМИ рассматривали производственные планы Lucid на 2018 год как «сложные», однако в конце 2021 года машина встала на конвейер. Появилась и превосходящая по мощности модель <<Sapphire>> (Сапфир) мощностью в 1200 л. с.
Автомобиль Lucid Air способен развивать программно ограниченную максимальную скорость 217 миль/ч (340 км/ч), но в июле 2017 года специальная версия автомобиля (с отключённым ограничителем скорости с помощью программного обеспечения и других модификаций) достигла 235 миль (376 км/час). В дальнейшем, в серийной топовой версии скорость была уменьшена до 270 км/ч.
Серийно автомобиль производится с сентября 2021 года.
В 2022 году автомобиль получил 5 звёзд рейтинга EuroNCAP.

### Характеристики
Кузов машины выполнен из авиаля на базе пространственной рамы. Сзади находится дополнительная стяжка прочности, проходящая по линии открытия крышки багажника , крышка багажника закреплена на ней .
Имеет полный привод и 2 асинхронных мотора, передний мотор по габаритам и мощности заметно уступает заднему, что продиктовано рядом конструктивных особенностей. Оба электромотора имеют жидкостную систему охлаждения от радиатора.
Как и у большинства электромобилей передача вращения от электромоторов производится непосредственно на дифференциалы. Аккумуляторные блоки представляют собой сборки , состоящие из нескольких тысяч элементов 18650 , все сборки оснащены системой кондиционирования от радиатора.

## Модификации
- Air Pure
- Air Touring
- Air Grand Touring
- Air Dream Edition Range
- Air Dream Edition Performance
- Super Air
- Sapphire

## Галерея

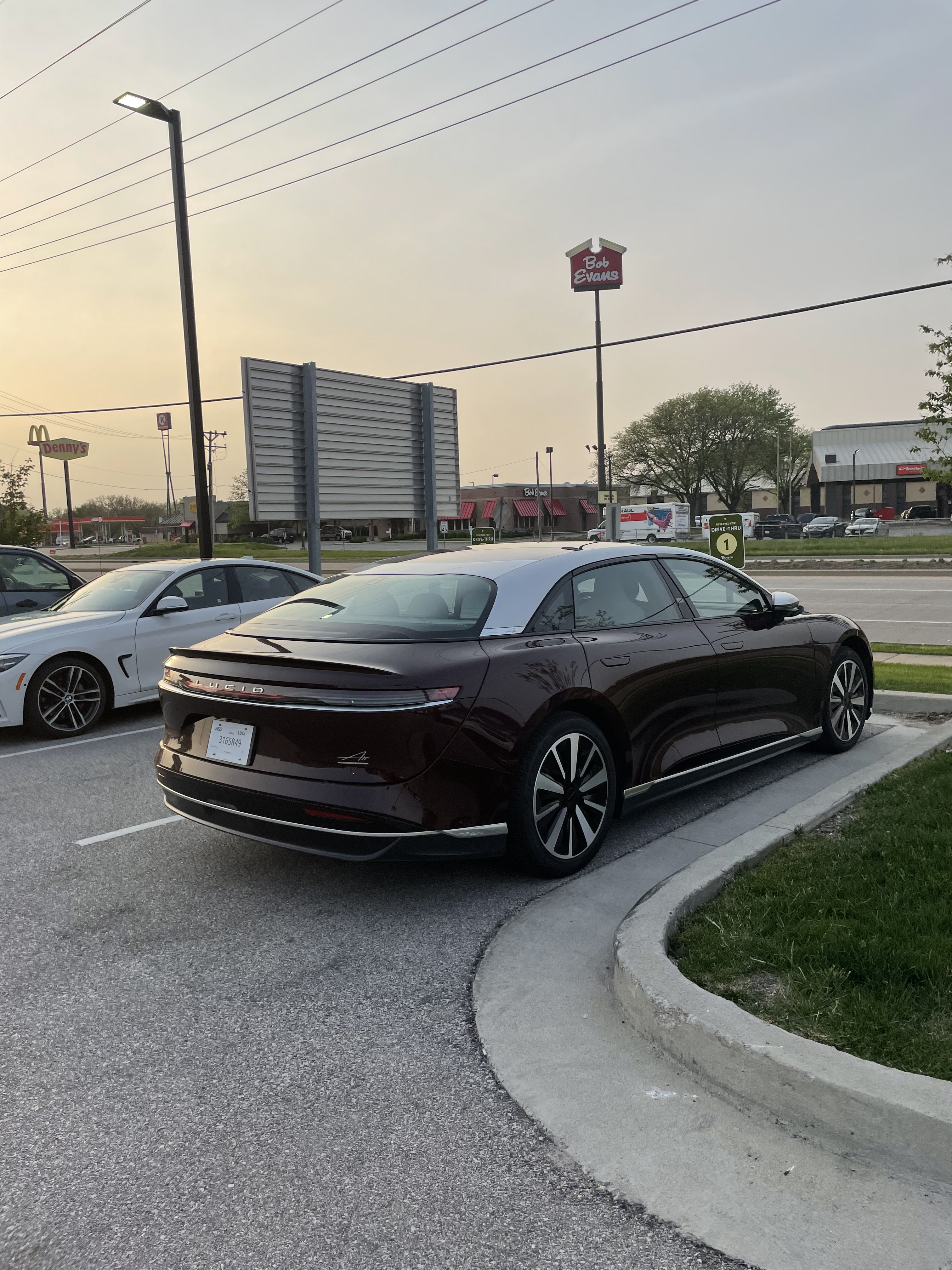
Lucid Air Grand Touring
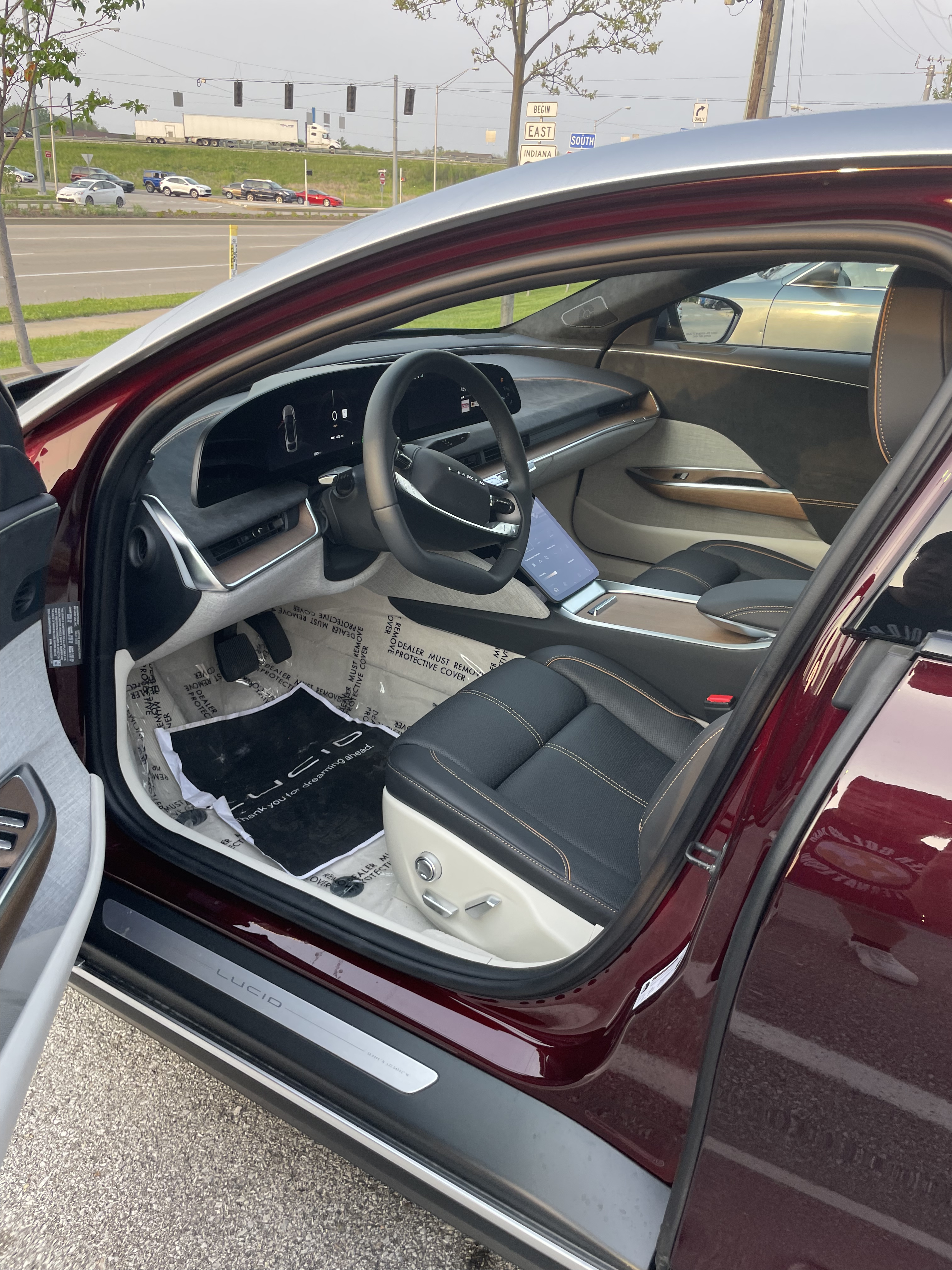
Место водителя